# Nor'easter (tempestade)

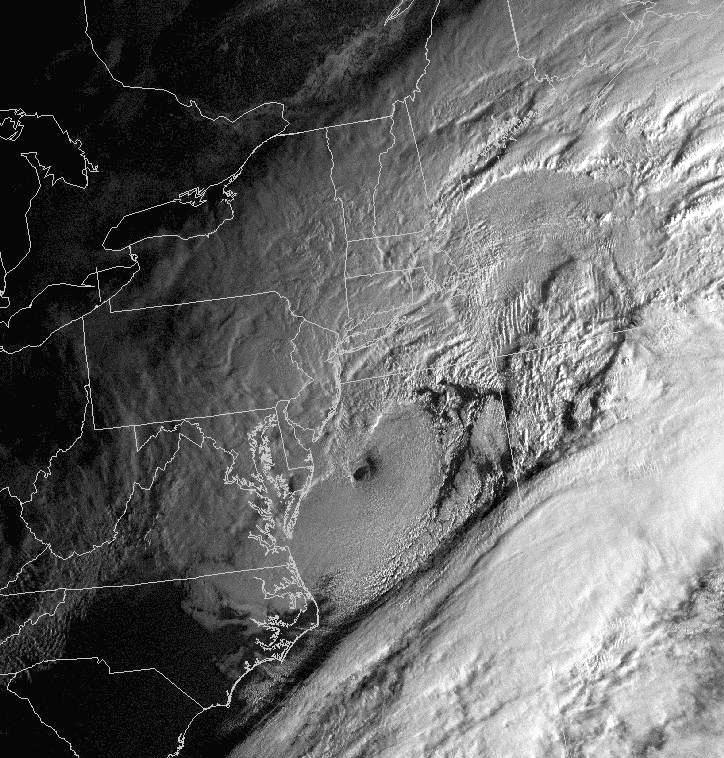
Imagem de satélite de uma intensa tempestade nor'easter, responsável pela nevasca da América do Norte de 2006. Uma estrutura semelhante a um olho de furacão aparece no centro.

Uma tempestade nor'easter  (do inglês northeaster: proveniente do nordeste) é uma tempestade de macroescala que se desenvolve por toda a Costa Leste dos Estados Unidos. Uma nor'easter tem esse nome por causa dos ventos que vêm da direção nordeste, especificamente os ventos de regiões costeiras do Nordeste dos Estados Unidos e do Canadá Atlântico. Mais especificamente, uma tempestade nor'easter é descrita como uma região de  baixa pressão cujo centro de rotação está fora da Costa Leste e cujos ventos predominantes à frente do quadrante esquerdo giram em terras do Nordeste dos EUA.